# Nissan Sileighty
Un Sileighty (シルエイティ?) es el resultado de mezclar la parte trasera del Nissan 180SX con la parte delantera de un S13 Nissan Silvia, tomando su nombre de la mezcla de ambos (Sil de Silvia y Eighty de 180).

## Otras variaciones
Es ya algo común para los dueños del Nissan 240SX el fabricarse sus propios Sileighties instalando para ello la parte frontal de la carrocería de un Silvia en su coche. Mientras que algunos suelen llamarlo "Silforty", muchos entusiastas insisten en que básicamente es también un Sileighty, y no hacen caso a la distinción de Silforty. Se trata de una buena postura, ya que la parte trasera del 240SX es básicamente la misma que la de un 180SX, independientemente del nombre. Los S13 cupés convertidos o convertibles no se consideran Sileighties, ya que la carrocería en sí forma parte del Silvia. Suelen referirse a él como una Conversión SilviaJDM.
Otra posible variación es el Onevia, el cual consiste en la mezcla de la parte trasera del S13 con la parte delantera del 180SX. Nissan vendió una configuración parecida en los Estados Unidos conocida como el S13 240SX Coupe. Sin embargo, para ser considerado un "Onevia", las piezas de ambos vehículos deben ser combinadas después de la fabricación. Otra posible combinación es la del cuerpo del 180SX con la parte delantera del Nissan S15.

## Curiosidades
- En Initial D, la pareja femenina Impact Blue conduce un Sileighty.
- Muchos de los juegos de Gran Turismo ofrecen un Sileighty como premio por completar ciertas metas del juego.
- Es muy exclusivo y no se hace de forma oficial, sino que se trata de proyectos realizados por fanáticos.

- Datos: Q1936681
- Multimedia: Nissan 180SX / Q1936681